# حمام گوده
حمام گوده مربوط به دوره قاجار است و در شهرستان نجف‌آباد، بخش مهردشت، شهر علویجه، خیابان امام خمینی، کوچه حمام، پلاک ۲۴ واقع شده و این اثر در تاریخ ۲۸ اسفند ۱۳۸۵ با شمارهٔ ثبت ۱۸۷۷۲ به‌عنوان یکی از آثار ملی ایران به ثبت رسیده است.